# Benelux Tour 2021
Die Benelux Tour 2021 war die 17. Austragung des Etappenrennens in den Benelux-Staaten. Das Radrennen fand vom 30. August bis zum 5. September im Rahmen von sieben Etappen statt und war Teil der UCI WorldTour 2021.
Gesamtsieger wurde Sonny Colbrelli (Bahrain Victorious) vor seinem Teamkollegen Matej Mohorič und Victor Campenaerts (Team Qhubeka NextHash). Danny van Poppel (Intermaché-Wanty-Gobert Matériaux) gewann die Punktewertung und Arjen Livyns (Bingoal WB) die Sprintwertung. Die Teamwertung sicherte sich das Team Bahrain Victorious.

## Streckenführung
Insgesamt legten die Fahrer in den sieben Etappen 1091,6 Kilometer zurück. Es standen drei flache, drei hüglige Etappen, sowie ein Einzelzeitfahren auf dem Programm. Die Rundfahrt startete im Norden der Niederlande und führte anschließend Richtung Süden. Nach einem Zeitfahren und drei Flachenetappen, folgten hüglige Etappen in der Provinz Limburg und den Ardennen der Wallonie. Die letzte Etappe endete in der flämischen Gemeinde Geraardsbergen am Fuße der Mauer von Geraardsbergen.
| Etappe         | Datum                 | Strecke                                 | Typ                 | km     |
| -------------- | --------------------- | --------------------------------------- | ------------------- | ------ |
| 1              | Mo, 30. August 2021   | Surhuisterveen – Dokkum                 | Flachetappe         | 169,6  |
| 2              | Di, 31. August 2021   | Lelystad – Lelystad                     | Einzelzeitfahren    | 11,1   |
| 3              | Mi, 1. September 2021 | Essen – Hoogerheide                     | Flachetappe         | 168,3  |
| 4              | Do, 2. September 2021 | Aalter – Ardooie                        | Flachetappe         | 166,1  |
| 5              | Fr, 3. September 2021 | Riemst – Bilzen                         | Mittelgebirgsetappe | 188    |
| 6              | Sa, 4. September 2021 | Ottignies-Louvain-la-Neuve – Houffalize | Mittelgebirgsetappe | 207,6  |
| 7              | So, 5. September 2021 | Namur – Geraardsbergen                  | Mittelgebirgsetappe | 180,9  |
| Gesamtdistanz: | Gesamtdistanz:        | Gesamtdistanz:                          | Gesamtdistanz:      | 1091,6 |

## Reglement
Im Rahmen der 17. Auflage wurden Trikots für die Gesamtwertung (blau), Punktewertung (hellblau) und den aktivsten Fahrer (weiß) vergeben. Im Rahmen der Zwischensprints gab es die Möglichkeit Punkte für die Wertung des aktivsten Fahrers zu sammeln. Die Zwischensprints hatten jedoch keine Auswirkung auf die Sprintwertung. Für die Teamwertung wurden die Zeiten der drei besten Fahrer pro Etappe zusammengezählt. Während den Etappen gab es die Möglichkeit, Zeitbonifikationen zu gewinnen, um sich in der Gesamtwertung zu verbessern. Eine Besonderheit der Benelux Tour ist der „Golden Kilometer“ bei dem innerhalb von einem Kilometer dreimal Zeitbonifikation vergeben werden. Die Vergabe der Sekunden sowie der Punkte für die Wertungen wird in der folgenden Tabelle erklärt.
|                  |                    | 1. | 2. | 3. | 4. | 5. | 6. | 7. | 8. | 9. | 10. | Platz    |
| Punktewertung    | Zielankunft        | 30 | 25 | 22 | 19 | 17 | 15 | 13 | 12 | 11 | 10  | Punkte   |
| aktivster Fahrer | Zwischensprint     | 12 | 10 | 8  | 6  | 4  |    |    |    |    |     | Punkte   |
| Bonussekununden  | Zielankunft        | 10 | 6  | 4  |    |    |    |    |    |    |     | Sekunden |
| Bonussekununden  | Golden Kilometer 1 | 3  | 2  | 1  |    |    |    |    |    |    |     | Sekunden |
| Bonussekununden  | Golden Kilometer 2 | 3  | 2  | 1  |    |    |    |    |    |    |     | Sekunden |
| Bonussekununden  | Golden Kilometer 3 | 3  | 2  | 1  |    |    |    |    |    |    |     | Sekunden |

## Teilnehmende Mannschaften und Fahrer
Neben den 19 UCI WorldTeams stand 2 UCI ProTeams sowie eine Auswahl des polnischen Nationalteams am Start. Mit Ausnahme des AG2R Citroën Team und Team BikeExchange starteten für jedes Team je sieben Fahrer. Von den 152 Fahrern erreichten 93 Fahrer das Ziel.
Als Favoriten galten Remco Evenepoel, Kasper Asgreen (beide Deceuninck-Quick-Step), Tom Dumoulin (Jumbo-Visma), Tim Wellens (Lotto Soudal), Matej Mohorič (Bahrain Victorious), Geraint Thomas (Ineos Grenadiers), Wilco Kelderman (Bora-Hansgrohe), Marc Hirschi (UAE Team Emirates) und Greg Van Avermaet (AG2R Citroën Team).
Von den Sprintern galten Caleb Ewan (Lotto-Soudal), Tim Merlier (Alpecin-Fenix), Sonny Colbrelli, Phil Bauhaus (beide Bahrain Victorious), Peter Sagan (Bora-Hansgrohe), Elia Viviani (Cofidis), Dylan Groenewegen (Jumbo-Visma), Fernando Gaviria (UAE TEam Emirates), Álvaro Hodeg (Deceuninck-Quick-Step) und Mads Pedersen (Trek-Segafredo) als mögliche Etappensieger.
In dem Zeitfahren galten Stefan Küng (Groupama-FDJ), Stefan Bissegger (EF Education-Nippo), Tom Dumoulin (Jumbo-Visma), Remco Evenepoel, Kasper Asgreen (beide Deceuninck-Quick-Step), Victor Campenaerts (Team Qhubeka NextHash) und Søren Kragh Andersen (Team DSM) als Favoriten.
| UCI WorldTeams | UCI WorldTeams        | UCI WorldTeams | UCI WorldTeams                    | UCI WorldTeams | UCI WorldTeams        | UCI ProTeams | UCI ProTeams             |
| -------------- | --------------------- | -------------- | --------------------------------- | -------------- | --------------------- | ------------ | ------------------------ |
| ACT            | AG2R Citroën Team     | GFC            | Groupama-FDJ                      | DSM            | Team DSM              | AFC          | Alpecin-Fenix            |
| APT            | Astana-Premier Tech   | IGD            | Ineos Grenadiers                  | TJV            | Jumbo-Visma           | BWB          | Bingoal WB               |
| TBV            | Bahrain-Victorious    | TCS            | Intermaché-Wanty-Gobert Matériaux | TQA            | Team Qhubeka NextHash | SVB          | Sport Vlaanderen-Baloise |
| BOH            | Bora-hansgrohe        | ISN            | Israel Start-Up Nation            | TFS            | Trek-Segafredo        |              |                          |
| COF            | Cofidis               | LTS            | Lotto Soudal                      | UAD            | UAE Team Emirates     |              |                          |
| DQT            | Deceuninck-Quick-Step | MOV            | Movistar Team                     |                |                       |              |                          |
| EFN            | EF Education-Nippo    | BEX            | Team BikeExchange                 |                |                       |              |                          |

## Rennverlauf und Ergebnisse
Die erste Etappe wurde maßgeblich vom Wind beeinflusst und das Peloton zerfiel in mehrere kleine Gruppen. Tim Merlier (Alpecin-Fenix) gewann die Etappe in einem Sprint aus einer kleinen Gruppe und war somit auch der Gesamtführende. Tom Dumoulin (Jumbo-Visma), Greg Van Avermaet (AG2R Citroën Team), Geraint Thomas (Ineos Grenadiers) und Remco Evenepoel (Deceuninck-Quick-Step) erreichten das Ziel mit einem Rückstand von 57 Sekunden und verloren wichtige Zeit im Kampf um die Gesamtwertung.
Das Zeitfahren der zweiten Etappe gewann Stefan Bissegger (EF Education-Nippo) vor Edoardo Affini (Jumbo-Visma) und Stefan Küng (Groupama-FDJ). Stefan Bissegger übernahm zudem die Gesamtführung mit einem Vorsprung von 19 Sekunden auf den zweitplatzierten Kasper Asgreen (Deceuninck-Quick-Step). Remco Evenepoel konnte sich mit dem 18. Rang im Zeitfahren in der Gesamtwertung nicht entscheidend verbessern und lag bereits über eineinhalb Minuten zurück.
Auf der dritten Etappe setzte sich eine fünfköpfige Ausreißergruppe mit wenigen Sekunden durch. Der Etappensieg ging an Taco van der Hoorn (Intermarché-Wanty-Gobert Matériaux) vor Mathias Norsgaard (Movistar) und Luke Durbridge (Team BikeExchange), der sich in der Gesamtwertung auf Platz 4 verbesserte. Wilco Kelderman (Bora-Hansgrohe) musste das Rennen nach einem Sturz beenden. Die vierte Etappe gewann erneut Tim Merlier in einem Massensprint. In der Gesamtwertung kam es zu keinen großen Veränderungen.
Die fünfte Etappe gewann Caleb Ewan (Lotto Soudal) im Sprint aus einer kleinen Gruppe. Stefan Küng übernahm die Gesamtwertung von Stefan Bissegger, der 10,5 Kilometer vor dem Ziel auf der letzten Passage des Keiberg den Anschluss zur Spitzengruppe verlor. Kasper Asgreen verlor wenig später nach einem Defekt wertvolle Zeit und fiel in der Gesamtwertung auf Platz 13 zurück. Sein Teamkollege Remco Evenepoel stieg noch vor dem Start der Etappe aus. In der Gesamtwertung führte Stefan Küng zwei Sekunden vor Luke Durbridge und sechs Sekunden vor Christophe Laporte (Cofidis).
Auf der topographisch anspruchsvollen sechsten Etappe gewann Sonny Colbrelli (Bahrain-Victorious) nach einem 25-Kilometer-Solo. Zuvor hatte er sich mit seinem Teamkollegen Matej Mohorič und Marc Hirschi (UAE Team Emirates) 50 Kilometer vor dem Ziel auf der Côte Bois des Moines absetzen können. Zugleich übernahm Sonny Colbrelli auch die Gesamtwertung mit einem Vorsprung von 51 Sekunden auf Matej Mohorič und 53 Sekunden auf Victor Campenaerts (Team Qhubeka NextHash).
Auf der siebten und letzten Etappe griffen Kasper Asgreen und Victor Campenaerts bereits 75 Kilometer vor dem Ziel auf der ersten von drei Überfahrten der Mauer von Geraardsbergen an und setzten sich von dem Gesamtführenden Sonny Colbrelli ab. Matej Mohorič hingegen folgte den Angreifern und sicherte somit die Gesamtwertung für das Team Bahrain Victorious ab. Zunächst konnten Kasper Asgreen und Victor Campenaerts einen Vorsprung von knapp einer Minute auf Sonny Colbrelli herausfahren, kurz vor dem letzten Anstieg der Mauer von Geraardsbergen wurden sie jedoch vom Hauptfeld rund um den Gesamtführenden eingeholt. Im Anstieg griff Matej Mohorič an und setzte sich allein an die Spitze des Rennens. Der Slowene verteidigte seinen Vorsprung bis ins Ziel und gewann mit einem Vorsprung von 11 Sekunden.
Etappe 1: Surhuisterveen – Dokkum (169,6 km)
Die erste Etappe startete in Surhuisterveen und endete in Dokkum. Nach einem frühen Zwischensprint wurden mehrere Schleifen in Küstennähe absolviert. Besonders markant war die Überquerung des Lauwersmeers über die R.J. Cleveringschleusen (N361). 34,2 Kilometer vor dem Ziel wurde ein weiterer Zwischensprint ausgetragen, ehe 17,5 Kilometer vor dem Ziel der „Golden Kilometer“ absolviert wurde. auf Sonny Colbrelli, der die Gesamtwertung für sich entschied.
| Platz | Fahrer                | Nation | Team                               | Zeit                   |
| ----- | --------------------- | ------ | ---------------------------------- | ---------------------- |
| 01.   | Tim Merlier           | BEL    | Alpecin-Fenix                      | 3:32:20 h (47,92 km/h) |
| 02.   | Phil Bauhaus          | GER    | Bahrain Victorious                 | "                      |
| 03.   | Álvaro Hodeg          | COL    | Deceuninck-Quick-Step              | "                      |
| 04.   | Fernando Gaviria      | COL    | UAE Team Emirates                  | "                      |
| 05.   | Danny van Poppel      | NED    | Intermarché-Wanty-Gobert Matériaux | "                      |
| 06.   | Mads Pedersen         | DEN    | Trek-Segafredo                     | "                      |
| 07.   | Max Walscheid         | GER    | Team Qhubeka NextHash              | "                      |
| 08.   | Stanisław Aniołkowski | POL    | Bingoal WB                         | "                      |
| 09.   | Mike Teunissen        | NED    | Jumbo-Visma                        | "                      |
| 010.  | Christophe Laporte    | FRA    | Cofidis                            | "                      |

| Platz | Fahrer            | Nation | Team                  | Zeit       |
| ----- | ----------------- | ------ | --------------------- | ---------- |
| 01.   | Tim Merlier       | BEL    | Alpecin-Fenix         | 3:32:10 h  |
| 02.   | Phil Bauhaus      | GER    | Bahrain Victorious    | + 0:04 min |
| 03.   | Álvaro Hodeg      | COL    | Deceuninck-Quick-Step | + 0:06 min |
| 04.   | Mike Teunissen    | NED    | Jumbo-Visma           | "          |
| 05.   | Matej Mohorič     | SLO    | Bahrain Victorious    | "          |
| 06.   | Tiesj Benoot      | BEL    | Team DSM              | + 0:07 min |
| 07.   | Lukas Pöstlberger | AUT    | Bora-Hansgrohe        | "          |
| 08.   | Sonny Colbrelli   | ITA    | Bahrain Victorious    | + 0:08 min |
| 09.   | Kasper Asgreen    | DEN    | Deceuninck-Quick-Step | "          |
| 10.   | Fernando Gaviria  | COL    | UAE Team Emirates     | + 0:10 min |

Etappe 2: Lelystad – Lelystad (11,1 km)
Die zweite Etappe wurde im Rahmen eines Einzelzeitfahrens mit dem Start und Ziel in Lelystad ausgetragen.
| Platz | Fahrer               | Nation | Team                  | Zeit                   |
| ----- | -------------------- | ------ | --------------------- | ---------------------- |
| 01.   | Stefan Bissegger     | SUI    | EF Education-Nippo    | 0:12:08 h (54,89 km/h) |
| 02.   | Edoardo Affini       | ITA    | Jumbo-Visma           | + 0:15 min             |
| 03.   | Stefan Küng          | SUI    | Groupama-FDJ          | + 0:20 min             |
| 04.   | Kasper Asgreen       | DEN    | Deceuninck-Quick-Step | + 0:21 min             |
| 05.   | Max Walscheid        | GER    | Team Qhubeka NextHash | + 0:22 min             |
| 06.   | Tom Dumoulin         | NED    | Jumbo-Visma           | + 0:23 min             |
| 07.   | Søren Kragh Andersen | DEN    | Team DSM              | + 0:24 min             |
| 08.   | Victor Campenaerts   | BEL    | Team Qhubeka NextHash | + 0:26 min             |
| 09.   | Christophe Laporte   | FRA    | Cofidis               | + 0:29 min             |
| 10.   | Brandon McNulty      | USA    | UAE Team Emirates     | + 0:31 min             |

| Platz | Fahrer             | Nation | Team                  | Zeit       |
| ----- | ------------------ | ------ | --------------------- | ---------- |
| 01.   | Stefan Bissegger   | SUI    | EF Education-Nippo    | 3:44:28 h  |
| 02.   | Kasper Asgreen     | DEN    | Deceuninck-Quick-Step | + 0:19 min |
| 03.   | Stefan Küng        | SUI    | Groupama-FDJ          | + 0:20 min |
| 04.   | Max Walscheid      | GER    | Team Qhubeka NextHash | + 0:22 min |
| 05.   | Victor Campenaerts | BEL    | Team Qhubeka NextHash | + 0:26 min |
| 06.   | Christophe Laporte | FRA    | Cofidis               | + 0:29 min |
| 07.   | Matej Mohorič      | SLO    | Bahrain Victorious    | + 0:36 min |
| 08.   | Luke Durbridge     | AUS    | Team BikeExchange     | + 0:39 min |
| 09.   | Sonny Colbrelli    | ITA    | Bahrain Victorious    | + 0:42 min |
| 10.   | Tim Wellens        | BEL    | Lotto Soudal          | + 0:46 min |

Etappe 3: Essen – Hoogerheide (168,3 km)
Die dritte Etappe startete in Essen und endete in Hoogerheide. Nach einem Rundkurs um Essen auf dem auch ein Zwischensprint ausgetragen wurde, folgte ein 30,4 Kilometer langer Rundkurs um Hoogerheide der viermal befahren wurde. Auf der letzten Runde wurde der „Golden Kilometer“ wenige Kilometer vor dem Ziel ausgetragen.
| Platz | Fahrer              | Nation | Team                               | Zeit                   |
| ----- | ------------------- | ------ | ---------------------------------- | ---------------------- |
| 01.   | Taco van der Hoorn  | NED    | Intermarché-Wanty-Gobert Matériaux | 3:40:23 h (45,82 km/h) |
| 02.   | Mathias Norsgaard   | DEN    | Movistar Team                      | "                      |
| 03.   | Luke Durbridge      | AUS    | Team BikeExchange                  | "                      |
| 04.   | Samuele Battistella | ITA    | Astana-Premier Tech                | "                      |
| 05.   | Thimo Willems       | BEL    | Sport Vlaanderen-Baloise           | "                      |
| 06.   | Peter Sagan         | SVK    | Bora-Hansgrohe                     | + 0:04 min             |
| 07.   | Phil Bauhaus        | GER    | Bahrain Victorious                 | "                      |
| 08.   | Danny van Poppel    | NED    | Intermarché-Wanty-Gobert Matériaux | "                      |
| 09.   | Caleb Ewan          | AUS    | Lotto Soudal                       | "                      |
| 10.   | Mads Pedersen       | DEN    | Trek-Segafredo                     | "                      |

| Platz | Fahrer             | Nation | Team                  | Zeit       |
| ----- | ------------------ | ------ | --------------------- | ---------- |
| 01.   | Stefan Bissegger   | SUI    | EF Education-Nippo    | 7:24:55 h  |
| 02.   | Kasper Asgreen     | DEN    | Deceuninck-Quick-Step | + 0:19 min |
| 03.   | Stefan Küng        | SUI    | Groupama-FDJ          | + 0:20 min |
| 04.   | Luke Durbridge     | AUS    | Team BikeExchange     | + 0:22 min |
| 05.   | Max Walscheid      | GER    | Team Qhubeka NextHash | "          |
| 06.   | Victor Campenaerts | BEL    | Team Qhubeka NextHash | + 0:26 min |
| 07.   | Christophe Laporte | FRA    | Cofidis               | + 0:29 min |
| 08.   | Matej Mohorič      | SLO    | Bahrain Victorious    | + 0:36 min |
| 09.   | Sonny Colbrelli    | ITA    | Bahrain Victorious    | + 0:42 min |
| 10.   | Tim Wellens        | BEL    | Lotto Soudal          | + 0:46 min |

Etappe 4: Aalter – Ardooie (166,1 km)
Die vierte Etappe startete in Aalter und endete in Ardooie. Nach einem Zwischensprint zu Beginn des Rennens auf einem Rundkurs um den Startort Aalter folgten vier Runden auf einem 17,7 Kilometer langen Rundkurs um den Zielort Ardooie. Der zweite Zwischensprint wurde auf der ersten Runde ausgefahren, der „Golden Kilometer“ auf der vierten.
| Platz | Fahrer             | Nation | Team                               | Zeit                   |
| ----- | ------------------ | ------ | ---------------------------------- | ---------------------- |
| 01.   | Tim Merlier        | BEL    | Alpecin-Fenix                      | 3:36:29 h (46,03 km/h) |
| 02.   | Mads Pedersen      | DEN    | Trek-Segafredo                     | "                      |
| 03.   | Danny van Poppel   | NED    | Intermarché-Wanty-Gobert Matériaux | "                      |
| 04.   | Peter Sagan        | SVK    | Bora-Hansgrohe                     | "                      |
| 05.   | Christophe Laporte | FRA    | Cofidis                            | "                      |
| 06.   | Phil Bauhaus       | GER    | Bahrain Victorious                 | "                      |
| 07.   | Fernando Gaviria   | COL    | UAE Team Emirates                  | "                      |
| 08.   | Max Walscheid      | GER    | Team Qhubeka NextHash              | "                      |
| 09.   | Dylan Groenewegen  | NED    | Jumbo-Visma                        | "                      |
| 10.   | Fabian Lienhard    | SUI    | Groupama-FDJ                       | "                      |

| Platz | Fahrer             | Nation | Team                  | Zeit       |
| ----- | ------------------ | ------ | --------------------- | ---------- |
| 01.   | Stefan Bissegger   | SUI    | EF Education-Nippo    | 11:01:24 h |
| 02.   | Kasper Asgreen     | DEN    | Deceuninck-Quick-Step | + 0:13 min |
| 03.   | Luke Durbridge     | AUS    | Team BikeExchange     | + 0:20 min |
| 04.   | Stefan Küng        | SUI    | Groupama-FDJ          | "          |
| 05.   | Max Walscheid      | GER    | Team Qhubeka NextHash | + 0:22 min |
| 06.   | Christophe Laporte | FRA    | Cofidis               | + 0:26 min |
| 07.   | Victor Campenaerts | BEL    | Team Qhubeka NextHash | "          |
| 08.   | Matej Mohorič      | SLO    | Bahrain Victorious    | + 0:36 min |
| 09.   | Tim Merlier        | BEL    | Alpecin-Fenix         | + 0:40 min |
| 10.   | Sonny Colbrelli    | ITA    | Bahrain Victorious    | "          |

Etappe 5: Riemst – Bilzen (188 km)
Die fünfte Etappe startete Riemst und führte über einen hügligen Parcours nach Bilzen. Nach einer Reihe von Anstiegen folgte ein Zwischensprint auf dem Slingerberg, ehe ein 19,5 Kilometer langer Rundkurs auf dem der Keiberg und der Letenberg überquert wurden. Auf der zweiten Passage des Letenberg wurde der zweite Zwischensprint ausgetragen. Der „Golden Kilometer“ wurde 27 Kilometer vor dem Ziel ausgetragen.
| Platz | Fahrer             | Nation | Team                               | Zeit                   |
| ----- | ------------------ | ------ | ---------------------------------- | ---------------------- |
| 01.   | Caleb Ewan         | AUS    | Lotto Soudal                       | 4:26:24 h (43,24 km/h) |
| 02.   | Sonny Colbrelli    | ITA    | Bahrain Victorious                 | "                      |
| 03.   | Danny van Poppel   | NED    | Intermarché-Wanty-Gobert Matériaux | "                      |
| 04.   | Peter Sagan        | SVK    | Bora-Hansgrohe                     | "                      |
| 05.   | Jasper Stuyven     | BEL    | Trek-Segafredo                     | "                      |
| 06.   | Tim Merlier        | BEL    | Alpecin-Fenix                      | "                      |
| 07.   | Mike Teunissen     | NED    | Jumbo-Visma                        | "                      |
| 08.   | Matej Mohorič      | SLO    | Bahrain Victorious                 | "                      |
| 09.   | Christophe Laporte | FRA    | Cofidis                            | "                      |
| 10.   | Oliver Naesen      | BEL    | AG2R Citroën Team                  | "                      |

| Platz | Fahrer             | Nation | Team                  | Zeit       |
| ----- | ------------------ | ------ | --------------------- | ---------- |
| 01.   | Stefan Küng        | SUI    | Groupama-FDJ          | 15:28:08 h |
| 02.   | Luke Durbridge     | AUS    | Team BikeExchange     | + 0:02 min |
| 03.   | Christophe Laporte | FRA    | Cofidis               | + 0:06 min |
| 04.   | Victor Campenaerts | BEL    | Team Qhubeka NextHash | "          |
| 05.   | Sonny Colbrelli    | ITA    | Bahrain Victorious    | + 0:14 min |
| 06.   | Matej Mohorič      | SLO    | Bahrain Victorious    | + 0:16 min |
| 07.   | Tim Merlier        | BEL    | Alpecin-Fenix         | + 0:20 min |
| 08.   | Tim Wellens        | BEL    | Lotto Soudal          | + 0:25 min |
| 09.   | Tiesj Benoot       | BEL    | Team DSM              | + 0:26 min |
| 10.   | Lukas Pöstlberger  | AUT    | Bora-Hansgrohe        | + 0:28 min |

Etappe 6: Ottignies-Louvain-la-Neuve – Houffalize (207,6 km)
Die sechste Etappe startete in Ottignies-Louvain-la-Neuve und führte über die Ardennen nach Houffalize. Nach 141 Kilometern erreichten die Fahrer einen 27,5 Kilometer langen Rundkurs, der zweimal befahren wurde. Der Zwischensprints wurden an der ersten und zweiten Passage der Côte Saint-Roche ausgetragen an deren Fuß die Ziellinie lag. Weitere Anstiegs auf dem Rundkurs waren die Côte Bois des Moines, an der der „Golden Kilometer“ bei der zweiten Befahrung ausgetragen wurde, die Côte Achouffe und die Côte Le Vieux Chemin, die zum letzten Mal 11,5 Kilometer vor dem Ziel passiert wurde.
| Platz | Fahrer             | Nation | Team                  | Zeit                   |
| ----- | ------------------ | ------ | --------------------- | ---------------------- |
| 01.   | Sonny Colbrelli    | ITA    | Bahrain Victorious    | 4:55:27 h (42,15 km/h) |
| 02.   | Matej Mohorič      | SLO    | Bahrain Victorious    | + 0:42 min             |
| 03.   | Jasper Stuyven     | BEL    | Trek-Segafredo        | "                      |
| 04.   | Tiesj Benoot       | BEL    | Team DSM              | "                      |
| 05.   | Victor Campenaerts | BEL    | Team Qhubeka NextHash | "                      |
| 06.   | Tim Wellens        | BEL    | Lotto Soudal          | "                      |
| 07.   | Marc Hirschi       | SUI    | UAE Team Emirates     | "                      |
| 08.   | Tom Dumoulin       | NED    | Jumbo-Visma           | "                      |
| 09.   | Nikias Arndt       | GER    | Team DSM              | + 1:02 min             |
| 10.   | Gianni Vermeersch  | BEL    | Alpecin-Fenix         | "                      |

| Platz | Fahrer             | Nation | Team                  | Zeit       |
| ----- | ------------------ | ------ | --------------------- | ---------- |
| 01.   | Sonny Colbrelli    | ITA    | Bahrain Victorious    | 20:23:30 h |
| 02.   | Matej Mohorič      | SLO    | Bahrain Victorious    | + 0:51 min |
| 03.   | Victor Campenaerts | BEL    | Team Qhubeka NextHash | + 0:53 min |
| 04.   | Stefan Küng        | SUI    | Groupama-FDJ          | + 1:07 min |
| 05.   | Luke Durbridge     | AUS    | Team BikeExchange     | + 1:09 min |
| 06.   | Tim Wellens        | BEL    | Lotto Soudal          | "          |
| 07.   | Jasper Stuyven     | BEL    | Trek-Segafredo        | + 1:16 min |
| 08.   | Tiesj Benoot       | BEL    | Team DSM              | + 1:33 min |
| 09.   | Mike Teunissen     | NED    | Jumbo-Visma           | + 1:40 min |
| 10.   | Kasper Asgreen     | DEN    | Deceuninck-Quick-Step | + 1:42 min |

Etappe 7: Namur – Geraardsbergen (177,9 km)
Die siebte und letzte Etappe startete in Namur und endete in Geraardsbergen am Fuß der Mauer von Geraardsbergen. Nach 101 Kilometern erreichten die Fahrer den finalen 25 Kilometer langen Rundkurs. Der Rundkurs musste dreimal befahren werden und umfasste die Kopfsteinpflasteranstiege der Mauer von Geraardsbergen, den Bosberg und den Denderoordberg. Die Zwischensprints wurden an den ersten beiden Überquerungen der Mauer von Geraardsbergen ausgetragen und der „Golden Kilometer“ folgte bei der letzten Auffahrt des Bosberg. Von der Kuppe des letzten Anstieges, des Denderoordberg, waren noch sechs Kilometer bis ins Ziel zurückzulegen.
| Platz | Fahrer             | Nation | Team                               | Zeit                   |
| ----- | ------------------ | ------ | ---------------------------------- | ---------------------- |
| 01.   | Matej Mohorič      | SLO    | Bahrain Victorious                 | 3:50:56 h (46,22 km/h) |
| 02.   | Sonny Colbrelli    | ITA    | Bahrain Victorious                 | + 0:11 min             |
| 03.   | Tom Dumoulin       | NED    | Jumbo-Visma                        | + 0:15 min             |
| 04.   | Christophe Laporte | FRA    | Cofidis                            | + 0:22 min             |
| 05.   | Fred Wright        | GBR    | Bahrain Victorious                 | "                      |
| 06.   | Danny van Poppel   | NED    | Intermarché-Wanty-Gobert Matériaux | + 0:24 min             |
| 07.   | Tom Van Asbroeck   | BEL    | Israel Start-Up Nation             | "                      |
| 08.   | Greg Van Avermaet  | BEL    | AG2R Citroën Team                  | "                      |
| 09.   | Tiesj Benoot       | BEL    | Team DSM                           | "                      |
| 10.   | Peter Sagan        | SVK    | Bora-Hansgrohe                     | "                      |

| Platz | Fahrer             | Nation | Team                  | Zeit       |
| ----- | ------------------ | ------ | --------------------- | ---------- |
| 01.   | Sonny Colbrelli    | ITA    | Bahrain Victorious    | 26:15:53 h |
| 02.   | Matej Mohorič      | SLO    | Bahrain Victorious    | + 0:29 min |
| 03.   | Victor Campenaerts | BEL    | Team Qhubeka NextHash | + 1:14 min |
| 04.   | Tim Wellens        | BEL    | Lotto Soudal          | + 1:26 min |
| 05.   | Stefan Küng        | SUI    | Groupama-FDJ          | + 1:28 min |
| 06.   | Luke Durbridge     | AUS    | Team BikeExchange     | + 1:30 min |
| 07.   | Jasper Stuyven     | BEL    | Trek-Segafredo        | + 1:37 min |
| 08.   | Tiesj Benoot       | BEL    | Team DSM              | + 1:54 min |
| 09.   | Tom Dumoulin       | NED    | Jumbo-Visma           | + 1:55 min |
| 10.   | Mike Teunissen     | NED    | Jumbo-Visma           | + 2:01 min |

## Wertungen im Verlauf
| Etappe         | Etappensieger      | Gesamtwertung    | Punktewertung    | aktivster Fahrer | Teamwertung           |
| -------------- | ------------------ | ---------------- | ---------------- | ---------------- | --------------------- |
| 1              | Tim Merlier        | Tim Merlier      | Tim Merlier      | Arjen Livyns     | Bahrain Victorious    |
| 2              | Stefan Bissegger   | Stefan Bissegger | Stefan Bissegger | Arjen Livyns     | Team Qhubeka NextHash |
| 3              | Taco van der Hoorn | Stefan Bissegger | Phil Bauhaus     | Luke Durbridge   | Team Qhubeka NextHash |
| 4              | Tim Merlier        | Stefan Bissegger | Tim Merlier      | Arjen Livyns     | Team Qhubeka NextHash |
| 5              | Caleb Ewan         | Stefan Küng      | Tim Merlier      | Arjen Livyns     | Team Qhubeka NextHash |
| 6              | Sonny Colbrelli    | Sonny Colbrelli  | Tim Merlier      | Arjen Livyns     | Bahrain Victorious    |
| 7              | Matej Mohorič      | Sonny Colbrelli  | Danny van Poppel | Arjen Livyns     | Bahrain Victorious    |
| Wertungssieger | Wertungssieger     | Sonny Colbrelli  | Danny van Poppel | Arjen Livyns     | Bahrain Victorious    |